# 푸총 (피아노 연주자)

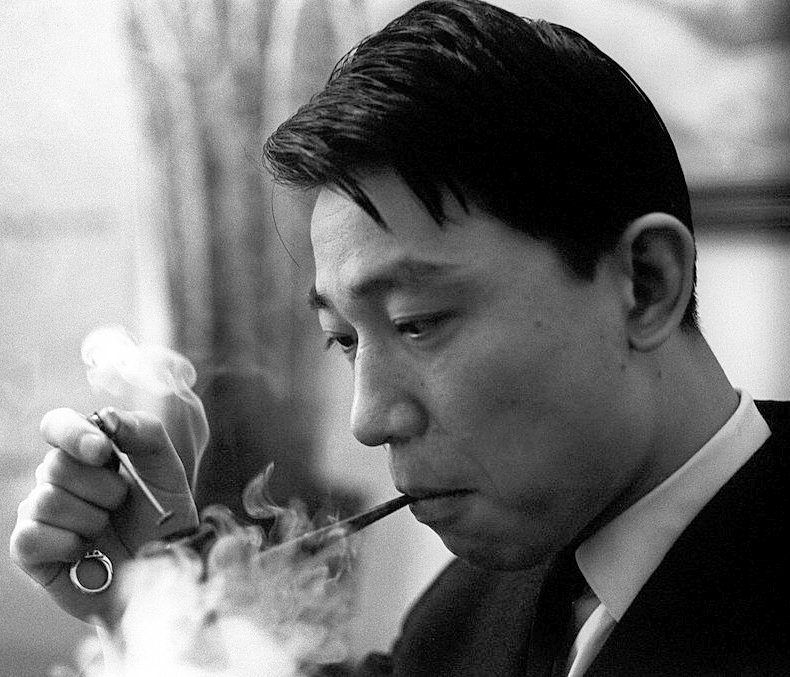
푸총 (1965년)

후 총(영어: Fou Ts'ong, 중국어: 傅聰, 병음: Fù Cōng 푸충, 1934년 3월 10일 ~ 2020년 12월 28일)은 중국계 영국인 피아니스트이다.
상하이에서 태어나 이탈리아의 피아니스트인 마리오 파치를 사사했다. 1953년에는 루마니아 부쿠레슈티에서 열린 국제 피아노 콩쿠르에서 3위에 입상하였다. 폴란드 바르샤바 음악원에 입학, 1955년에는 쇼팽 콩쿠르에서 3위에 입상, 마주르카상을 수상함으로써 주목을 끌었다. 그 후 동유럽, 서유럽, 미국 등지로 연주 여행을 분주히 돌아다녔다.
프리데리크 쇼팽 곡의 연주로 유명하며 고전 음악으로부터 현대까지 폭넓은 레퍼토리를 갖고 있다.
코로나19 범유행중인 2020년 12월 28일 런던에서 코로나19로 사망하였다.

## 참고 문헌
- 이 문서에는 다음커뮤니케이션(현 카카오)에서 GFDL 또는 CC-SA 라이선스로 배포한 글로벌 세계대백과사전의 내용을 기초로 작성된 글이 포함되어 있습니다.